# 阿爾布雷希特二世 (梅克倫堡)
阿爾布雷希特二世（德語：Albrecht II.，約1318年—1379年2月18日），第一代梅克倫堡公爵，1347年至1379年在位。

## 家庭
1336年，阿爾布雷希特與瑞典國王馬格努斯四世的妹妹歐菲米亞結婚，兩人共有3子2女：
1. 海因里希（1337年—1383年），梅克倫堡公爵
2. 阿爾伯特（1338年—1412年），瑞典國王
3. 英格堡（1343年—1395年），霍爾斯坦-倫茨堡伯爵夫人
4. 馬格努斯（1345年—1384年），梅克倫堡公爵
5. 安娜（瑞典语：Anna av Mecklenburg）（？年—1415年），霍爾斯坦伯爵夫人